# Battaglia della base di fuoco Ripcord

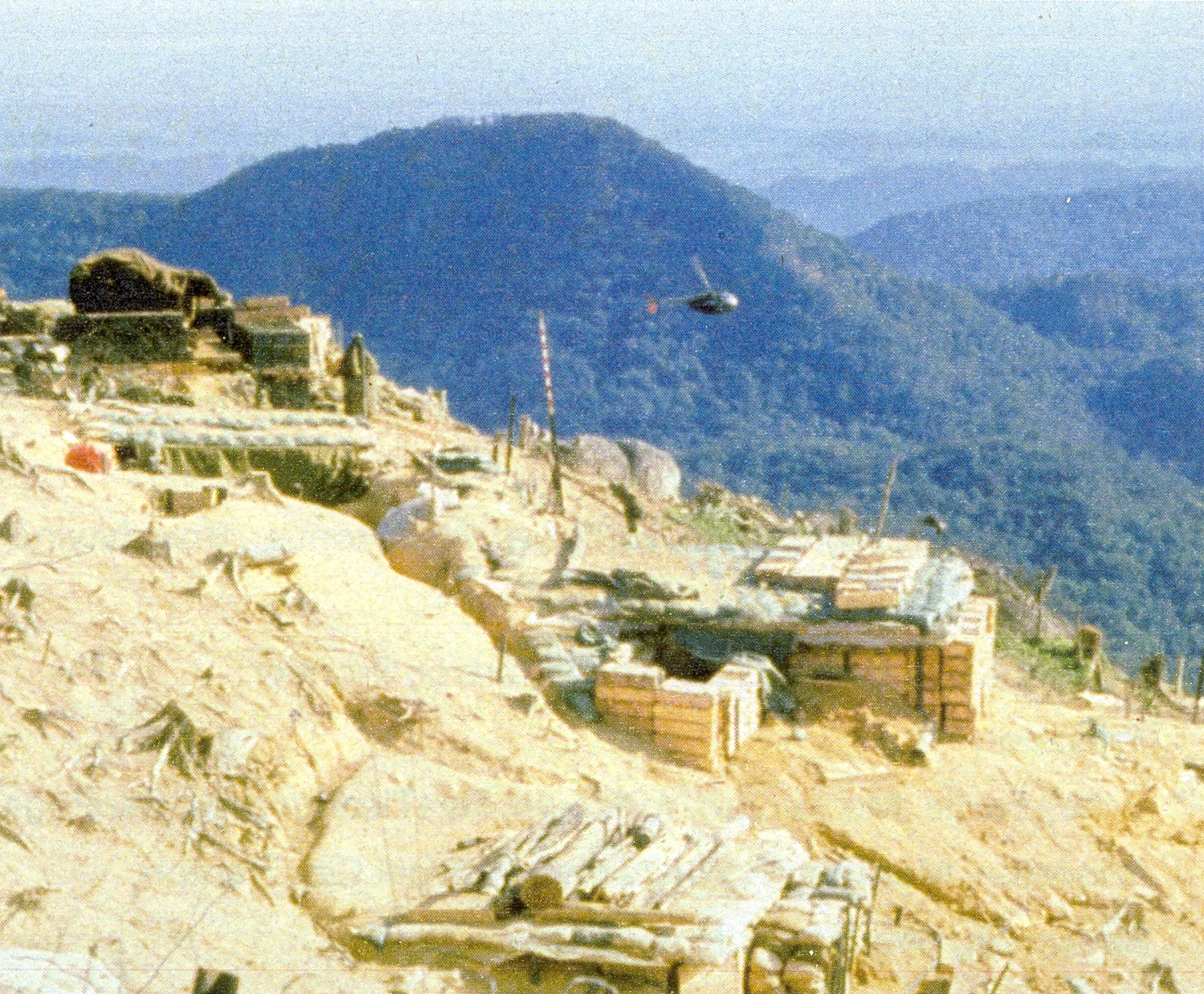
Base di fuoco Ripcord

La battaglia della base di fuoco Ripcord fu combattuta fra la 101ª Divisione aviotrasportata dell'Esercito statunitense e unità dell'Esercito nordvietnamita dal 1º luglio 1970 al 23 luglio 1970. Fu l'ultimo grande scontro fra gli Stati Uniti e le forze terrestri del Vietnam del Nord nella Guerra del Vietnam e rappresentò una significativa sconfitta delle truppe americane già in fase di lento ritiro dal Vietnam. Si seppe poco sulla battaglia sino al 1985, quando fu fondata la FSB Ripcord Association. Furono assegnate tre Medals of Honor e cinque Distinguished Service Cross ai soldati statunitensi impegnati nelle operazioni.

## Contesto
Il presidente Nixon, nei primi mesi del 1969, aveva dato inizio al ritiro delle truppe dal Vietnam. Essendo l'unica divisione rimasta in buone condizioni in Vietnam agli inizi del 1970, alla 101ª Divisione aviotrasportata fu ordinato di condurre l'offensiva pianificata, cosiddetta operazione Texas Star, vicino alla valle di A Shau.
Il 12 marzo 1970, la 3ª Brigata della 101ª aviotrasportata iniziò la ricostruzione dell'abbandonata Base di fuoco Ripcord (FSB Ripcord - Fire Support Base Ripcord) basandosi, come nella maggior parte delle basi organizzate in territori isolati e disagevoli, sugli elicotteri per far giungere rifornimenti e per riportare indietro il personale. La base fu usata per l'offensiva pianificata dalla 101ª per distruggere le basi di rifornimento dell'esercito nordvietnamita nelle montagne sopra la valle. Condotta sul lato orientale della valle, e svolgendosi contemporaneamente alle incursioni in Cambogia, l'operazione Texas Star venne mantenuta segreta.

### Libri
- Keith W. Nolan, Ripcord: Screaming Eagles Under Siege, Vietnam 1970, Presidio Press, 2000, ISBN 0-89141-642-0
- Benjamin L. Harrison, Hell On A Hill Top: America's Last Major Battle In Vietnam, iUniverse Press (available from Ripcord Association)
- Tom Marshall, The Price of Exit, Ballentine Books, 1998. ISBN 0-8041-1715-2

### Articoli
- Tom Marshall, Rescue From FSB Ripcord

### Video
- "Siege at Firebase Ripcord", War Stories with Oliver North, Fox News Productions, product # FOX25004600

### videogiochi
- call of duty black ops: cold war